# Tadeusz Michejda (architekt)
Tadeusz Michejda (22. května 1885, Albrechtice - 18. února 1955, Iwonicz-Zdrój) byl polský architekt.

## Biografie
Studoval v Těšíně, Leobenu a Lvově. Účastnil se bojů o Těšínsko na straně Poláků proti Československu.
V meziválečné době působil v Katovicích. Byl spoluzakladatelem a prvním předsedou Svazu architektů ve Slezsku (Związek Architektów na Śląsku); v roce 1934 byl tento svaz přeměněn na katovickou sekci Sdružení polských architektů (Stowarzyszenie Architektów Polskich). Projektoval zejména stavby na území Horního Slezska. Na území Česka z jeho staveb stojí za zmínku evangelický kostel v Třanovicích.
Byl rovněž malířem, namaloval např. sérii akvarelů zachycujících slezské dřevěné kostely.

## Fotogalerie

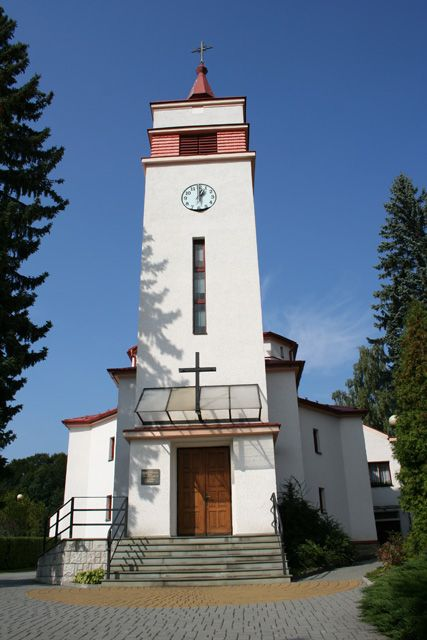
Evangelický kostel v Třanovicích od architekta Tadeusze Michejdy
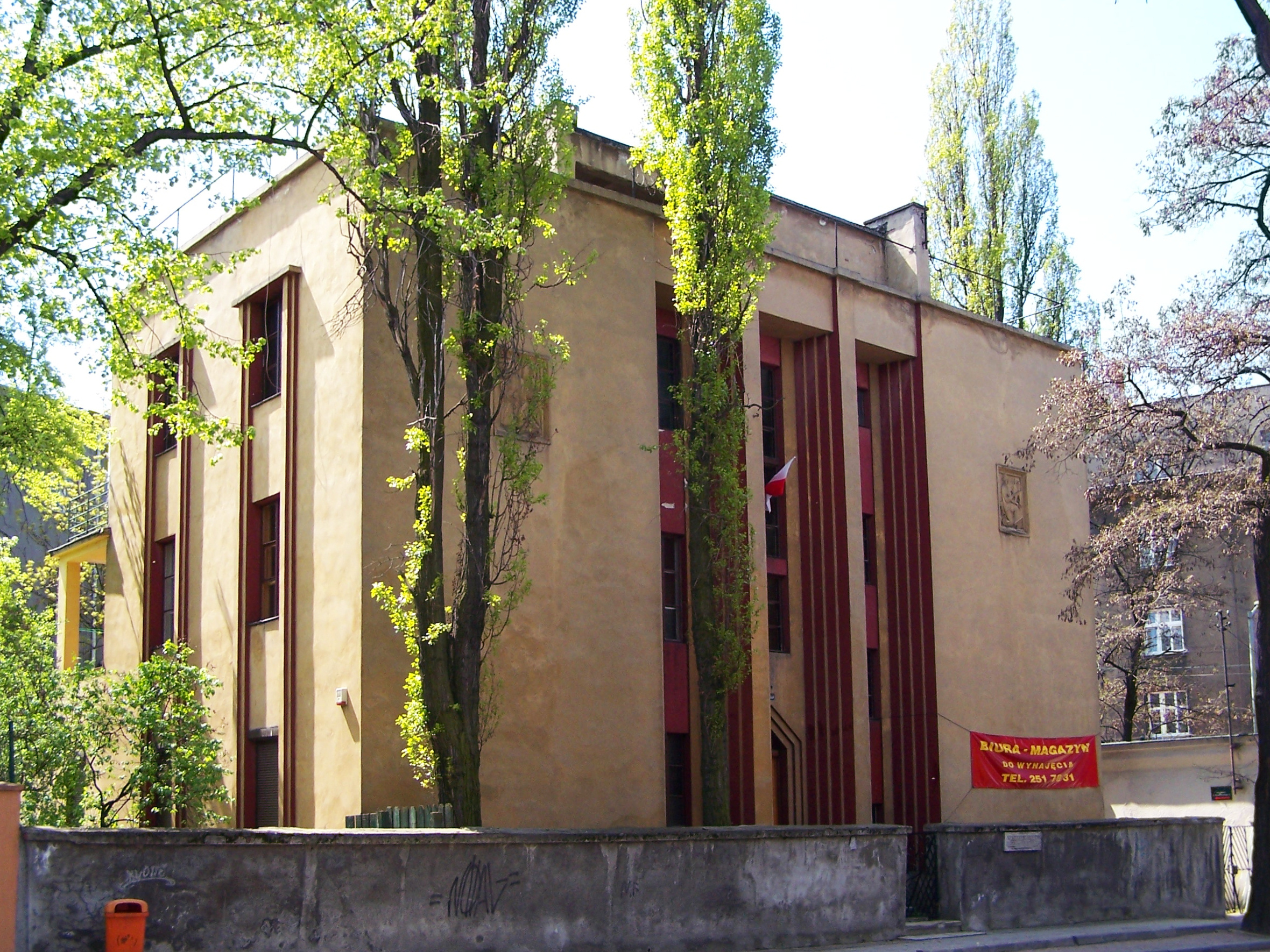
Vila Tadeusze Michejdy v Katovicích, kterou si v roce 1922 navrhl sám
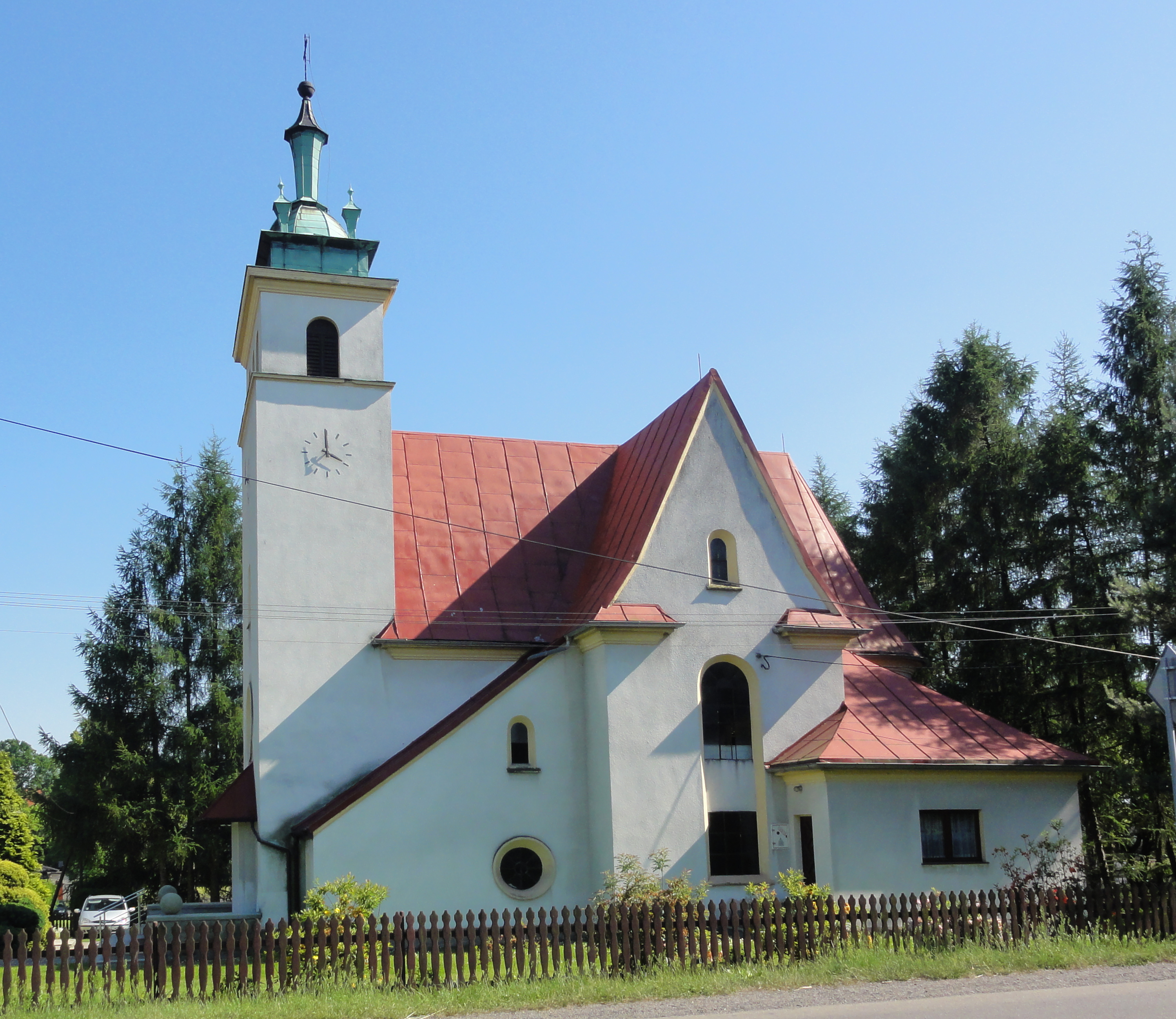
Evangelický kostel v hornoslezské Stuidzionce od architekta Tadeusze Michejdy
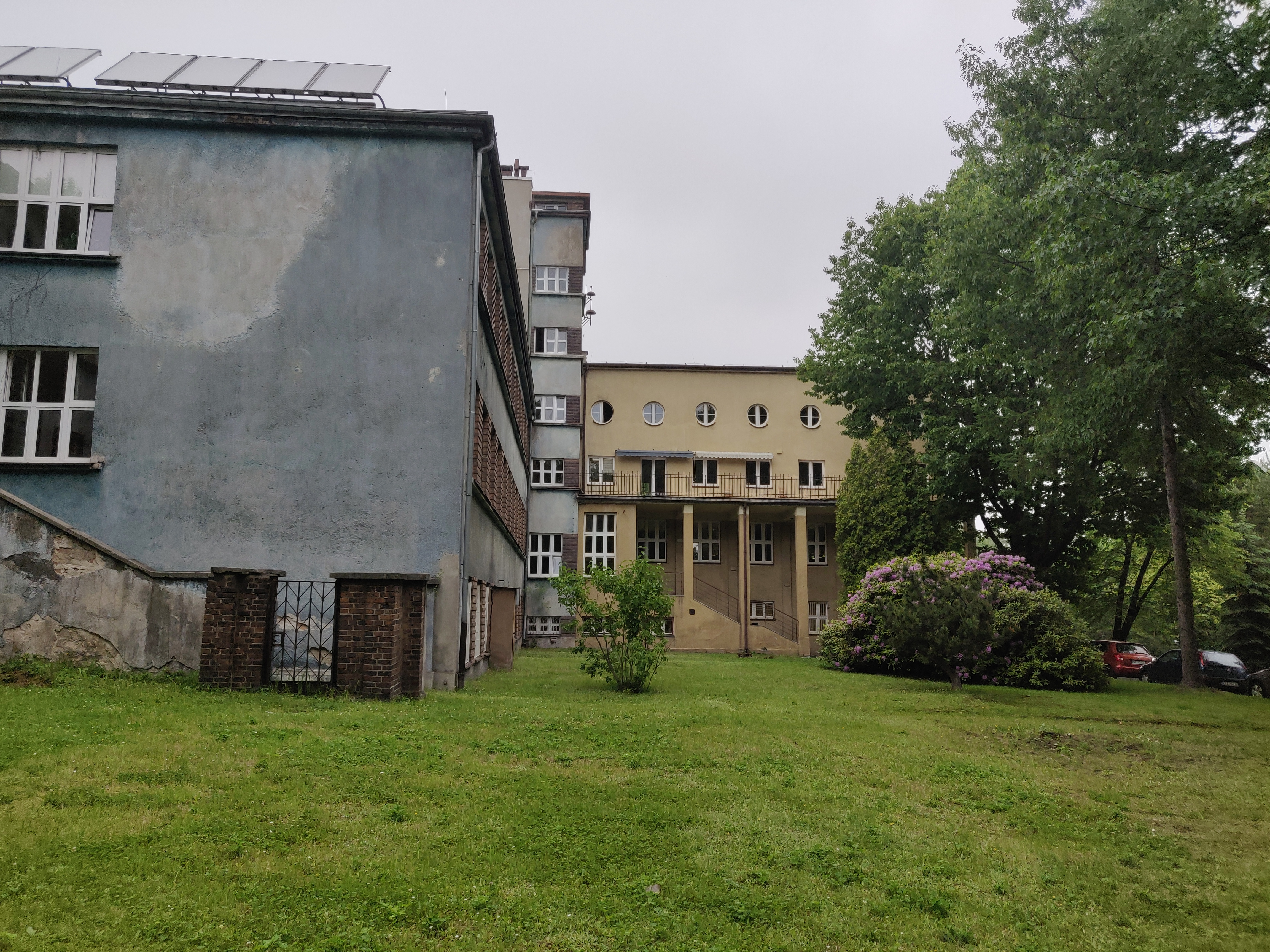
Bývalá radnice v Katovicích-Janowě od architekta Tadeusze Michejdy